# Фудбалски савез Малте
Фудбалски савез Малте (енгл. Malta Football Association, МФА) је највиша фудбалска организација Малте, која руководи развојем фудбалског спорта, организовањем такмичења у земљи и води бригу о Фудбалској репрезентацији Малте.
Фудбал се на Малти почео играти почетком 20. века, када су и основани први клубови. 
Најстарији клубови су били Сент Џорџ основан 1899. Флоријана 1900, Валета 1904. Фудбалски савез је основан 1900. године.
Чланом Светске фудбалске федерације ФИФА постала је 1959, а Европске фудбалске уније УЕФА 1960. године.
Прво национално првенство одиграно је 1910, а првак је био клуб Флоријана. Куп Малте се игра од 1935. године.
Фудбалски савез организује
- Премијер лигу Малте
- Прву, Другу и Трећу фудбалску лигу.
- Куп Малте

Фудбалски клубови Малте учествује у свим европским клупским такмичењима.
На репрезентативном нивоу Савез води репрезентацију Малте у мушкој и женској конкуренцији. Учествује у свим квалификацијама за Светско и Европско првенство, али без већег успеха.
Прва међународну утакмицу репрезентација Малте је одиграла у Гжири Малта 27. фебруара 1957, против репрезентације Аустрије коју јеАустрија добила са 3:2.